# Richard Keith Sprigg
Richard Keith Sprigg (nacido 1922 - 8 de septiembre de 2011), lingüista británico especializado en la fonología de las lenguas asiáticas.

## Carrera
Estudia bajo la dirección de J. R. Firth, y es miembro de la primera generación de lingüistas británicos profesionales. En consecuencia, Sprigg defiende el método fonológico prosódico de Firth. 
Sprigg ha trabajado en investigaciones sobre diversas lenguas tibetano-birmanas incluyendo el lepcha, y también en varios dialectos del idioma tibetano. Durante varios años enseñó en la School of Oriental and African Studies
Se retiró a Kalimpong, en Bengala Occidental.

## Obras
- Sprigg, Richard Keith. 1954 "Verbal Phrases in Lhasa Tibetan--I".Bulletin of the School of Oriental and African Studies 16.1:134-156.

- Sprigg, Richard Keith. 1954 "Verbal Phrases in Lhasa Tibetan--II".Bulletin of the School of Oriental and African Studies 16.2:320-350.

- Sprigg, Richard Keith. 1954 "Verbal Phrases in Lhasa Tibetan--III".Bulletin of the School of Oriental and African Studies 16.3:566-591.

- Sprigg, Richard Keith. 1955 "The Tonal System of Tibetan (Lhasa Dialect) and the Nominal Phrase." Bulletin of the School of Oriental and African Studies, University of London 17.1:133-153.

- Sprigg, Richard Keith. 1961. "Vowel harmony in Lhasa Tibetan, prosodic analysis applied to interrelated vocalic features of successive syllables." Bulletin of the School of Oriental and African Studies 24: 116–138.

- Sprigg, Richard Keith. 1963. "A comparison of Arakanese and Burmese based on phonological formulae." Shorto, H.L. (ed.) Linguistic Comparison in South East Asia and the Pacific: 109-132.

- Sprigg, Richard Keith. 1966. "Lepcha and Balti Tibetan, tonal or non tonal." Asia Major, New Series. 12: 185–201.

- Sprigg, Richard Keith. 1966. “Phonological formulae for the verb in Limbu as a contribution to Tibeto-Burman comparison.” In: Charles Ernest Bazel et al. (eds.): In memory of J.R. Firth. London: Longmans:431-53

- Sprigg, R.K. 1967. “Balti-Tibetan Verb Syllable Finals and a Prosodic Analysis.” Asia Major 13:187-210

- Sprigg, Richard Keith. 1968. "The role of 'R' in the development of the modern spoken Tibetan dialects." Acta Orientalia Academiae Scientiarum Hungaricae 21.3. 301-311

- Sprigg, Richard Keith. 1970 “Vyajñanabhakti, and irregularities in the Tibetan Verb.” Bulletin of Tibetology 72: 5-20

- Sprigg, Richard Keith. 1972 "Assimilation, and the definite nominal particle in Balti Tibetan." 'Bulletin of Tibetology 9.2: 5–19.

- Sprigg, Richard Keith. 1972 "A Polysystemic Approach, in Proto-Tibetan Reconstruction, to Tone and Syllable-Initial Consonant Clusters". Bulletin of the School of Oriental and African Studies 35.3: 546-587.

- Sprigg, Richard Keith. 1974. "The main features of the Tibetan dialect." Bulletin of Tibetology 11.1: 11–15.

- Sprigg, Richard Keith. 1979. “The Golok dialect and Written Tibetan past-tense verb forms”. Bulletin of the School of Oriental and African Studies 42:53-60

- Sprigg, Richard Keith. 1980. “‘Vocalic alternation’ in Balti, the Lhasa, and the Sherpa verb, as a guide to alternation in Written Tibetan, and to Proto-Tibetan Reconstruction”. Bulletin of the School of Oriental and African Studies 43:110-122

- Sprigg, Richard Keith. 1980. "Vowel harmony in noun-and-particle words in the Tibetan of Baltistan." Bulletin of the School of Oriental and African Studies 43: 511–519/AOH 34: 235–43.

- Sprigg, Richard Keith. 1981. “The Chang-Shefts tonal analysis, and the pitch variation of the Lhasa Tibetan tones.”  Linguistics of the Tibeto-Burman Area 6.1:49-60

- Sprigg, Richard Keith. 1985. “The Limbu s and t-final verb roots after Michailovsky 1979 and Weidert 1982.” Linguistics of the Tibeto-Burman Area 8/2:1-35

- Sprigg, Richard Keith (1987). “‘Rhinoglottophilia’ revisited: observations on ‘the mysterious connection between nasality and glottality.’” Linguistics of the Tibeto-Burman Area 10.1. 44-62.

- Sprigg, Richard Keith. 1993. "Controversy in the tonal analysis of Tibetan." Bulletin of the School of Oriental and African Studies 56: 470–501.

- Sprigg, Richard Keith. 1996. "My Balti-Tibetan and English dictionary, and its predecessors." The Tibet Journal 21.4: 3–22.

- Sprigg, Richard Keith. 1997 "A Tonal Analysis of Gurung, with Separate Systems for Register and Contour Pitch Features" Bulletin of the School of Oriental and African Studies 60.3:448-454.

- Sprigg, Richard Keith (2002). Balti-English English-Balti dictionary. Richmond: RoutledgeCurzon.

### Reseñas
- Sprigg, Richard Keith 1967. Review of Grundlagen der Phonetik des Lhasa-Dialektes by Eberhardt Richter and A Manual of Spoken Tibetan (Lhasa dialect), by Kun Chang and Betty Shefts Bulletin of the School of Oriental and African Studies 30.1: 210-216.

- Sprigg, Richard Keith (1967). (Review of Róna-Tas Tibeto-Mongolica: The Loanwords of Mongour and the Development of the Archaic Tibetan Dialects. Indo-Iranian Monographs 7. The Hague: Mouton. 1966). Bulletin of the School of Oriental and African Studies 30.1: 216-217.

- Sprigg, Richard Keith (1973). (Review of Paul Benedict. A Conspectus of Sino-Tibetan Cambridge University Press. 1972)Asia Major 19.1: 100-106.

- Sprigg, Richard Keith (1974). (Review of James A. Matisoff's) “The Loloish Tonal Split Revisited.” Bulletin of the School of Oriental and African Studies 37.1: 259-262.

- Sprigg, Richard Keith. 1986. (Review of Roland Bielmeier, Das Märchen vom Prinzen Čobzaŋ). Linguistics of the Tibeto-Burman Area 9.2: 83–89.

- Sprigg, Richard Keith. 1989. “Review of A Grammar of Limbu by George van Driem.” Bulletin of the School of Oriental and African Studies 52.1:163-5